# Staatsrat (Osttimor)

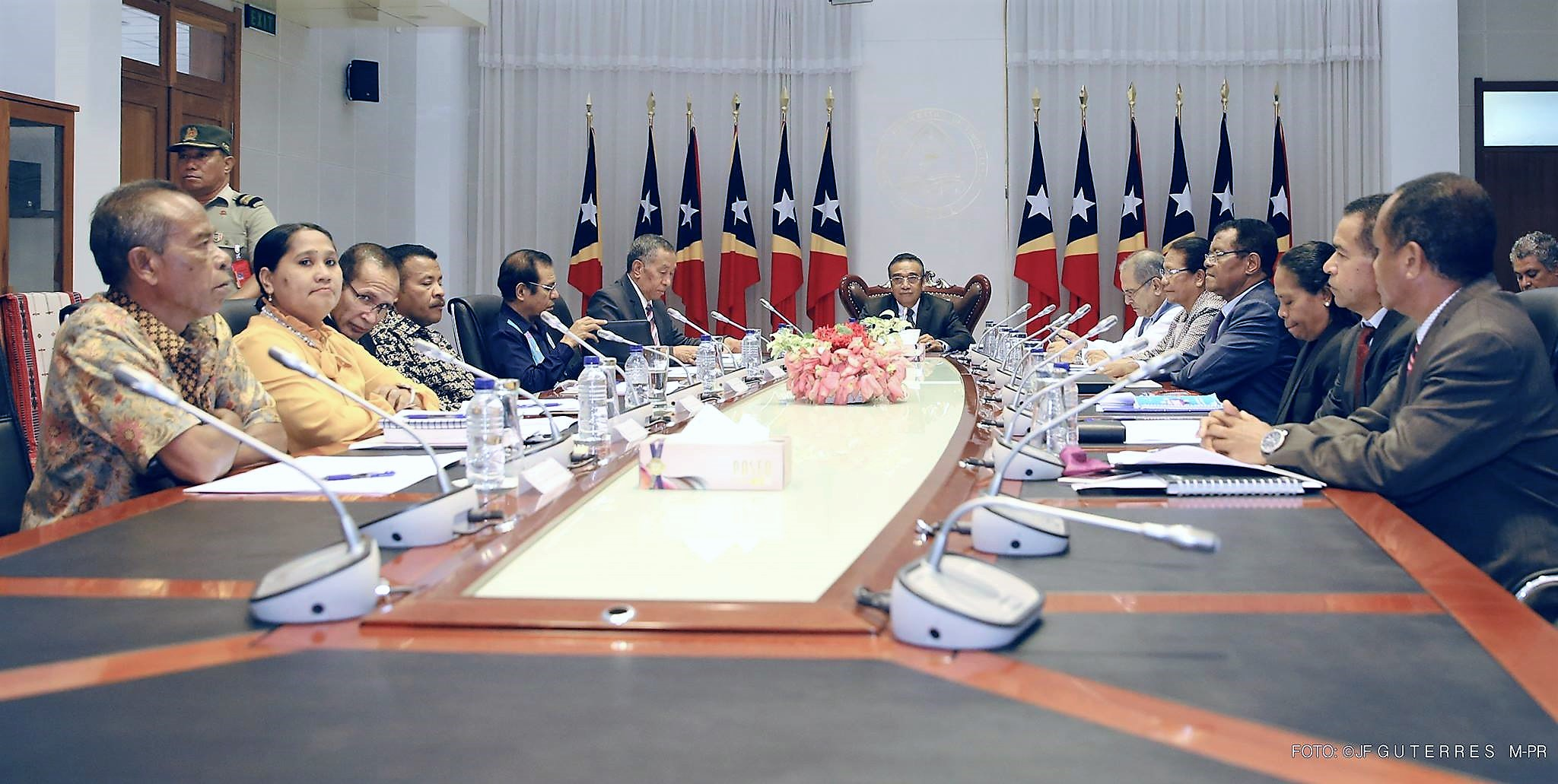
Staatspräsident Francisco Guterres berät sich mit dem Staatsrat,
16. Januar 2019

Der Staatsrat (Conselho do Estado) Osttimors ist ein Gremium aus derzeit zwölf Personen, das den Präsidenten des Landes beraten soll. Dem Rat steht der Präsident vor.

## Mitglieder

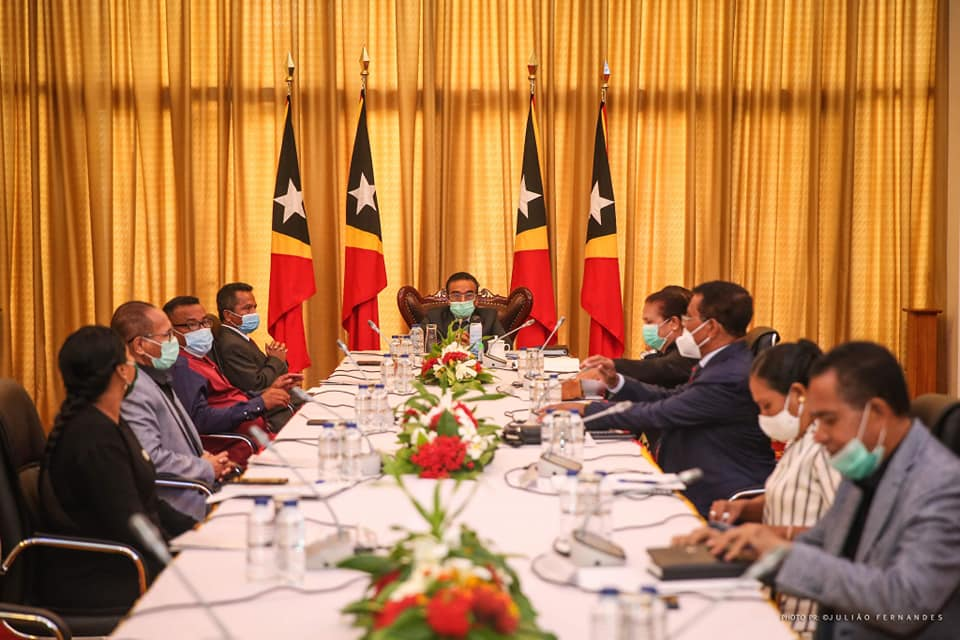
Sitzung des Staatsrates während der COVID-19-Pandemie (26. Mai 2020)

§ 90 der Verfassung von Osttimor benennt die Mitglieder des Rates.

### Ehemalige Präsidenten der Republik
Ehemalige Staatspräsidenten, die nicht aus ihrem Amt entfernt wurden, sind Mitglied des Staatsrats.
- Francisco Xavier do Amaral (2002–2012)
- Xanana Gusmão (seit 2007)
- José Ramos-Horta (2012–2021). Auf eigenen Wunsch am 29. Juni 2021 aus dem Rat ausgeschieden.[1]
- Taur Matan Ruak (seit 2017)
- Francisco Guterres (seit 2022)

### Parlamentspräsident (Osttimor)
Der Parlamentspräsident ist von Amts wegen Mitglied des Staatsrates
- Francisco Guterres (2001–2007)
- Fernando de Araújo (2007–2012)
- Vicente da Silva Guterres (2012–2016)
- Adérito Hugo da Costa (2016–2017)
- Aniceto Guterres Lopes (2017–2018)
- Arão Noé da Costa Amaral (2018–2020)
- Aniceto Guterres Lopes (2020–2023)
- Maria Fernanda Lay (seit 2023)

### Premierminister
Der amtierende Premierminister des Landes ist von Amts wegen Mitglied.
- Marí Alkatiri (2002–2006)
- José Ramos-Horta (2006–2007)
- Estanislau da Silva (2007)
- Xanana Gusmão (2007–2015)
- Rui Maria de Araújo (2015–2017)
- Marí Alkatiri (2017–2018)
- Taur Matan Ruak (2018–2023)
- Xanana Gusmão (seit 2023)

### Vom Parlament gewählte Bürger
Fünf Bürger werden durch das Nationalparlament in den Staatsrat gewählt. Dies muss in Übereinstimmung mit den Prinzipien der proportionalen Repräsentation erfolgen. Sie sind für die Zeit gewählt, die der Amtszeit der Legislative entspricht. Die Gewählten dürfen während ihrer Amtszeit nicht Mitglieder eines der Staatsorgane sein.

#### 2005–2007
- Aurélio Sérgio Cristóvão Guterres
- Maria Domingas Alves
- Faustino Cardoso Gomes
- João Boavida
- Marçal de Araújo[2]

#### 2007–2012
Am 27. August 2007 wurden als Mitglieder vom Parlament bestimmt. Durch die Auswahl wurden die im Parlament vertretenen Parteien repräsentiert.
- Feliciano Alves de Fátima (FRETILIN)
- Milena Pires (PSD)
- Cirilo José Cristóvão (CNRT)
- Benevides Correia Barros (PD)
- Victor Manuel Alves (UNDERTIM)[3][4]

2011 wird statt Pires Francisco Martins als Mitglied genannt.

#### 2012–2017
Am 10. Oktober 2012 wurden folgende fünf Bürger vom Parlament in den Staatsrat gewählt:
- Sérgio de Jesus Fernandes da Costa Hornai
- Delfina Fátima da Costa Simões
- Vidal Riak Leman de Jesus
- Lourdes Merita Maria Assunção de Jesus Mascarenhas Alves Araújo
- José Agostinho Sequeira

#### 2018–2023
- Eduardo de Deus Barreto († 2021)
- Aurora Ximenes
- José Cornélio Guterres
- Arcângelo Leite
- José dos Santos Bucar[7]

### Seit 2023
- Virgílio Simith
- Jacinto Viegas Vicente
- Nominando Soares Martins
- Ricardo da Costa Ribeiro
- Josefa Álvares Pereira Soares[8]

### Durch den Präsidenten ernannte Bürger
Fünf Bürger werden durch den Präsidenten der Republik für die Dauer dessen Amtszeit bestimmt. Sie dürfen während ihrer Amtszeit nicht Mitglieder eines der Staatsorgane sein.

#### 2005–2007
(Vereidigung am 17. Mai 2005)
- Mário Viegas Carrascalão
- Aniceto Guterres Lopes
- Avelino Coelho da Silva
- João Mariano Saldanha
- Benjamim de Araújo e Côrte-Real[9]

#### 2007–2012
- Rui Maria de Araújo
- Merita de Jesus Marques
- Leovigildo Hornay
- João Viegas Carrascalão
- Benjamim de Araújo e Côrte-Real[10]

#### 2012–2015
Am 17. Oktober 2012 wurden folgende fünf Personen für den Staatsrat nominiert:
- António Cardoso Caldas Machado
- Germinio Amaral dos Reis
- Leovigildo Hornay
- Merita de Jesus Marques
- Zacarias da Costa

#### 2017–2023
Am 23. Oktober 2017 wurden folgende fünf Personen für den Staatsrat nominiert:
- Faustino Godinho Gonçalves da Costa
- Laura Soares Abrantes
- Maria Dadi Soares Magno
- Oscar Lima
- Alcino de Araújo Baris

### Seit 2023
Am 11. September 2023 wurden neue Mitglieder des Staatsrat ernannt.
- Abílio Araújo
- Maria Domingas Alves
- Lere Anan Timur
- Madre Guilhermina Marçal
- Milena Pires[12]

## Aufgaben
Gemäß § 91 sind die Aufgaben des Staatsrat:
- Meinungsäußerung über die Auflösung des Nationalparlaments
- Meinungsäußerung über die Entlassung der Regierung
- Meinungsäußerung über Kriegserklärungen und Friedensschlüsse
- Meinungsäußerung über jeden anderen Fall, der in der Verfassung aufgeführt ist und den Präsidenten der Republik auf dessen Anfrage in der Ausübung seines Amtes zu beraten.
- Die Regeln seiner Arbeitsweise festzulegen

## Rolle des Staatsrats während der Unruhen 2006
Bereits am 29. und 30. Mai 2006 berief Präsident Xanana Gusmão den Staatsrat zur Krisensitzung aufgrund der Unruhen in Osttimor ein. Ende Juni 2006 drohte Gusmão den Staatsrat um dessen Empfehlung zu bitten, Premierminister Marí Alkatiri zu entlassen, falls er nicht freiwillig zurücktreten würde. Schließlich gab Alkatiri auf und trat am 26. Juni 2006 zurück.